# Korean Air
Korean Air Lines Co., Ltd. (en hangul, 대한 항공; en hanja, 大韓航空; romanización revisada, Daehan Hanggong; McCune-Reischauer, Taehan Hangkong) (operando como Korean Air) es la mayor aerolínea surcoreana con sede principal en Seúl, capital y ciudad más poblada del país. Considerada entre las más destacadas de Asia, opera conexiones hacia Europa, África, Asia, Oceanía y América.
La empresa compite por su puesto como principal aerolínea del país con Asiana Airlines, con una flota más reducida.
La empresa empezó en 1952 en reemplazo de la antigua aerolínea nacional del país con destinos a Hong Kong, Taiwán y los Estados Unidos. Actualmente es miembro de la alianza SkyTeam, ha venido mejorando su flota y servicios por lo que ha ganado diversos reconocimientos internacionales por su excelencia.[cita requerida]

## Historia
La aerolínea fue fundada en 1952 con el nombre de Korean AirLines (KAR) por el gobierno coreano con capital totalmente público, la misma reemplazó a la antigua aerolínea de bandera del país, Korean National Airlines. Para el año 1969 es adquirida por el grupo Hanjin por lo que pasa a manos de capital privado.
KAL operaba importantes rutas internacionales hacia Hong Kong, Taiwán y Los Ángeles haciendo uso de aeronaves Boeing 707 hasta la inclusión en 1973 del Boeing 747, uno de los aviones más usados por la aerolínea, ese año, la aerolínea introdujo el avión en sus rutas del pacífico y comenzó a operar servicio hacia Europa usando los B 707 anterior además de los DC-10 con destino a París. Además, la aerolínea fue la primera en adquirir aviones Airbus fuera de Europa.
La compañía introdujo el 1 de marzo de 1984 una nueva pintura oficial para sus aviones con su característico azul en la parte superior, además, cambió su nombre oficial al actual Korean Air, aunque el nombre anterior es aún usado en documentos oficiales. El primer avión en hacer uso del nuevo nombre y pintura fue su Fokker F28 Fellowship. La pintura fue diseñada en conjunto por Korean Air y Boeing.
En 1986 la compañía se convirtió en la primera aerolínea en hacer uso del nuevo McDonnell Douglas MD-11 para suplementar sus Boeing 747-400. Sin embargo, el avión no alcanzó los requerimientos necesarios para la empresa por lo que los MD-11 fueron convertidos en aviones de cargo en conjunto con los Boeing 747 de carga.
En noviembre de 2020, el gobierno de Corea del Sur autorizó una fusión por absorción de Korean Air con la compañía rival Asiana Airlines. La operación se completó en diciembre de 2024 y está previsto que la marca Asiana desaparezca a finales de 2026.

## Alianzas
La aerolínea es miembro fundador de la alianza SkyTeam, iniciada en el año 2000 como la primera alianza aérea del mundo. Además mantiene programas de código compartido con otras compañías aéreas.
| - Aeroflot - Aeroméxico - Aerolíneas Argentinas - Air Europa - Air France - Air Tahiti Nui - Alitalia | - Aurora - Bangkok Airways - China Airlines - China Eastern Airlines - China Southern Airlines - CSA Czech Airlines - Delta Air Lines - Emirates | - Etihad Airways - Garuda Indonesia - Gol Linhas Aéreas - Hainan Airlines - Hawaiian Airlines - Japan Airlines - Jin Air - Kenya Airways | - KLM - LATAM Brasil - LATAM Chile - LATAM Perú - Malaysia Airlines - MIAT Mongolian Airlines - Myanmar Airways International - Rossiya Airlines | - Saudia - Shanghai Airlines - Vietnam Airlines - WestJet - Xiamen Air |

Además, la aerolínea es socia de Skywards, el programa de viajero frecuente de la aerolínea Emirates y Sri Lankan Airlines. Los miembros de Skywards pueden ganar millas por volar en Korean Air y pueden cambiarlos estas por vuelos gratis.[cita requerida]

## Flota
La aerolínea opera aviones de pasajeros y  aviones de carga para un total de 168 aviones destacándose el uso del Boeing 777 como el principal avión de la empresa. El 31 de mayo de 2005 Korean Air firmó un acuerdo para una orden adicional por un 747-400ERF, convirtiendo una opción firmada en 2004, trayendo un total de 8 aviones ordenados por la aerolínea de dicha clase de los que 5 ya han sido entregados. Korean Air ha sido posicionada como la principal aerolínea comercial de operaciones de carga por la IATA por dos años consecutivos de 2004 a 2005.[cita requerida]
La edad promedio de su flota es de 13.6 años hasta enero de 2025.

### Actual
La flota de Korean Air consiste en aviones de largo alcance y gran capacidad destacándose el uso del Boeing 777 dentro de su flota.
| Clase                | Total | Orden | Pasajeros | Pasajeros | Pasajeros | Pasajeros | Notas                                |
| Clase                | Total | Orden | F         | C         | Y         | Total     | Notas                                |
| -------------------- | ----- | ----- | --------- | --------- | --------- | --------- | ------------------------------------ |
| Airbus A220-300      | 10    | 0     | 0         | 0         | 127       | 127       | Primer operador del A220 en Asia     |
| Airbus A220-300      | 10    | 0     | 0         | 0         | 130       | 130       | Primer operador del A220 en Asia     |
| Airbus A321neo       | 5     | 25    | TBA       | TBA       | TBA       | TBA       |                                      |
| Airbus A330-223      | 8     | 0     | 0         | 30        | 188       | 218       | Primer operador de ROPS+ en A330     |
| Airbus A330-300      | 20    | 1     | 0         | 24        | 248       | 272       | Primer operador de ROPS+ en A330     |
| Airbus A330-300      | 20    | 1     | 0         | 24        | 252       | 276       | Primer operador de ROPS+ en A330     |
| Airbus A350-941      | 2     | 4     |           |           |           |           | Entregas a finales de 2024           |
| Airbus A350-1041     | 0     | 27    |           |           |           |           | Las entregas comienzan en 2026       |
| Airbus A380-861      | 10    | 0     | 12        | 94        | 301       | 407       | Equipos almacenados                  |
| Boeing 737-7B5(BBJ1) | 1     | 0     | VIP       | VIP       | VIP       | VIP       | Operando para el servicio de charter |
| Boeing 737-800       | 2     | 0     | 0         | 12        | 126       | 138       |                                      |
| Boeing 737-800       | 2     | 0     | 0         | 12        | 135       | 147       |                                      |
| Boeing 737-9B5       | 10    | 0     | 0         | 8         | 180       | 188       |                                      |
| Boeing 737-9B5ER     | 6     | 0     | 0         | 12        | 147       | 159       |                                      |
| Boeing 737 MAX 8     | 5     | 5     | TBA       | TBA       | TBA       | TBA       |                                      |
| Boeing 747-8B5       | 9     | 0     | 6         | 48        | 314       | 368       |                                      |
| Boeing 777-2B5ER     | 8     | 0     | 8         | 28        | 212       | 248       |                                      |
| Boeing 777-2B5ER     | 8     | 0     | 8         | 28        | 225       | 261       |                                      |
| Boeing 777-3B5       | 4     | 0     | 6         | 35        | 297       | 338       |                                      |
| Boeing 777-3B5ER     | 29    | 0     | 8         | 42        | 177       | 227       |                                      |
| Boeing 777-3B5ER     | 29    | 0     | 8         | 56        | 277       | 291       |                                      |
| Boeing 787-8         | 1     | 0     | VIP       | VIP       | VIP       | VIP       | Operando para el servicio de charter |
| Boeing 787-9         | 14    | 6     | 0         | 24        | 245       | 291       |                                      |
| Boeing 787-10        | 5     | 16    | TBA       | TBA       | TBA       | TBA       |                                      |
| Total:               | 136   | 84    |           |           |           |           |                                      |

- Primera clase es ofrecida en vuelos de cabotaje y de corto alcance. Prestigio es ofrecida en vuelos de medio y largo alcance.

### Carga
| Clase             | Total | Orden | Rutas |
| ----------------- | ----- | ----- | ----- |
| Boeing 747-400ERF | 5     | 0     |       |
| Boeing 747-8F     | 7     | 0     |       |
| Boeing 777F       | 12    | 0     |       |
| Total:            | 24    |       |       |

### Histórica
| Avión                   | Total | Introducido | Retirado | Notas |
| ----------------------- | ----- | ----------- | -------- | ----- |
| Airbus A300-600         | 3     | 1987        | 2015     |       |
| Airbus A300B4           | 1     | 1975        | 2000     |       |
| Boeing 727-100          | 3     | 1978        | 1985     |       |
| Boeing 747-200          | 2     | 1974        | 2006     |       |
| Boeing 747-300          | 3     | 1984        | 2006     |       |
| Boeing 747SP            | 2     | 1981        | 1998     |       |
| Boeing 747-400          | 2     | 1990        | 2019     |       |
| Fokker 100              |       | 1992        | 2004     |       |
| McDonnell Douglas DC-10 | 6     | 1975        | 1996     |       |
| McDonnell Douglas DC-9  | 2     | 1970        | 1973     |       |
| McDonnell Douglas MD-11 | 5     | 1995        | 2005     |       |
| McDonnell Douglas MD-80 | 16    | 1989        | 2002     |       |

## Incidentes y accidentes
El 1 de septiembre de 1983, el Vuelo 007 de Korean Air es derribado por aviones jet de la entonces Unión Soviética que lo interceptan al oeste de la isla de Sajalín. El avión Boeing 747 transportaba para el momento 269 pasajeros y tripulación, entre los que se encontraban el congresista estadounidense Lawrence McDonald. Sin embargo, no hubo ningún superviviente. La Unión Soviética alegó que desconocía que el aparato fuese civil y reclamó que este invadió espacio aéreo soviético como una provocación deliberada para probar su capacidad de respuesta.
El 29 de noviembre de 1987, el Vuelo 858 de Korean Air explotó en el aire matando a 115 personas entre pasajeros y tripulación. Fue un atentado terrorista, se señaló que una bomba fue colocada en el avión por dos agentes de Corea del Norte.
El 6 de agosto de 1997, el Vuelo 801 de Korean Air, un Boeing 747-300 despegando de Gimpo se estrelló en Nimitz Hill, Guam mientras se dirigía al Aeropuerto Internacional Antonio B. Won Pat, sobreviviendo solamente 26 de los 237 ocupantes.